# Shawn Levy
Shawn Adam Levy (Mont-real, Quebec, 23 de juliol de 1968) és un actor, director, productor, i guionista de cinema i televisió canadenc.
Ha portat a la gran pantalla pel·lícules com Big Fat Liar (2002), Just Married (2003), Cheaper by the Dozen (2003), The Pink Panther (2006), Date Night (2010), Real Steel (2011), The Internship (2013), la trilogia de pel·lícules Night at the Museum (2006, 2009, 2014) i Free Guy (2021). Des de 2006 ha produït la sèrie Stranger Things per a Netflix i ha dirigit el tercer i quart capítol de la seva quarta temporada. També ha treballat en la propera sèrie de Netflix All the Light We Cannot See.

## Filmografia

### Pel·lícules
| - 1997 - Address Unknown - 1997 - Just in time - 2001 - Jett Jackson: The Movie - 2001 - Big Fat Liar - 2003 - Just Married - 2003 - Cheaper by the Dozen - 2006 - The Pink Panther - 2006 - Night at the Museum - 2009 - Night at the Museum: Battle of the Smithsonian - 2010 - Date Night - 2011 - Real Steel - 2013 - The Internship - 2014 - Night at the Museum: Secret of the Tomb - 2021 - Free Guy - 2022 - The Adam Project - 2024 - Deadpool 3 | - 2001 - Jett Jackson: The Movie - 2002 - I Saw Mommy Kissing Santa Claus - 2005 - Cheaper by the Dozen 2 - 2006 - Night at the Museum - 2008 - What Happens in Vegas - 2008 - The Rocker - 2009 - Night at the Museum: Battle of the Smithsonian - 2009 - The Pink Panther 2 - 2010 - Date Night - 2011 - Real Steel - 2012 - The Watch - 2014 - This is where I leave you - 2014 - Alexander and the Terrible, Horrible, no Good, very Bad Day - 2014 - Night at the Museum: Secret of the Tomb - 2016 - La llegada - 2016 - Why Him? - 2017 - Table 19 - 2017 - Fist Fight - 2018 - Kin | - 1986 - Zombie Nightmare, on interpreta a Jim Bratten. - 1987 - Wild Thing, on interpreta a Paul. - 1987 - Liberace: behind the Music, on interpreta a Glenn. - 1991 - Our shinning Moment, on interpreta a J.J. - 1993 - Made in America, on interpreta a Dwayne. - 1997 - Just in time, fotògraf. - 2001 - Big Fat Liar, convidat a la festa de Marty Wolf. - 2003 - Cheaper by the Dozen, reporter a la sala de premsa. - 2005 - Cheaper by the Dozen 2, metge resident a l'hospital. - 2009 - Night at the Museum: Battle of the Smithsonian, protagonista d'un anunci de televisió. - 2013 - The Internship |

### Televisió
| - 1996-98 - The Secret World of Alex Mack (6 capítols) - 1997-98 - The Journey of Allen Strange (3 capítols) - 1998-99 - Lassie (4 capítols) - 1998 - First Wave (capítol: «Marker 262») - 1998-99 - Animorphs (5 capítols) - 1998-03 - The Famous Jett Jackson (47 capítols) - 2000 - In a Heartbreak (2 capítols) - 2002 - Do Over (capítol: «The block party») - 2002 - Birds of Prey (capítol: «Nature of the beast») - 2006 - Pepper Dennis (capítol pilot) - 2016 - Unbreakable Kimmy Schmidt (capítol: «Kimmy drives a car!») - 2016-actualitat - Stranger Things (4 temporades) - 2017 - Imaginary Mary - 2020 - I Am Not Okay with This - 2020 - Dash & Lily - 2020 - Unsolved Mysteries - 2021 - Shadow and Bone - 2022 - Lost Ollie | - 2006 - Pepper Dennis - 2011-16 - Last Man Standing (79 capítols) - 2014 - Cristela (capítol pilot) - 2016-actualitat - Stranger Things - 1989 - China Beach (capítol: «Dear China Beach», on interpreta a un tinent) - 1989-90 - Tour of Duty (2 capítols, en on interpreta a SP4 Budd Sills) - 1990-21 - Jump Street (capítol: «Awomp-Bomp-Aloobomb, Aloop Bamboom», on interpreta a Lance) - 1990 - Lifestories (capítol: «Air Conforti», on interpreta a Luke Conforti) - 1993 - Beverly Hills, 90210 (2 capítols, on interpreta a Howard Banchek) - 1993 - Step by Step (capítol: «Way Off-Broadway», on interpreta a Daniel) - 1998-03 - The Famous Jett Jackson (en el paper d'un productor) - 2009 - 30 Rock (capítol: «The Problem Solvers») - 2016 - Stranger Things (en el paper d'un treballador de la morgue) - 2021 - All Too Well: The Short Film (en el paper de pare; curtmetratge) |